# Christopher Wolstenholme
Christopher Tony Wolstenholme nascut a (Rotherham, South Yorkshire el 2 de desembre de 1978) és el baixista de la banda anglesa Muse. També és l'encarregat dels cors en moltes de les cançons de la banda i molt ocasionalment toca en viu la guitarra i el teclat, en cançons com Unintended i Blackout, encara que, segons ell, amb aquest últim no se sent còmode, ja que no és el seu "instrument natural".

## Biografia
Wolstenholme va néixer a Rotherham, al comtat anglès de Yorkshire abans de mudar-se a Teignmouth, Devon el 1989. Mentre estava allà, tocava la bateria en una banda. Matthew Bellamy i Dominic Howard tocaven junts en un altre grup. Després de dos anys de baixistes poc exitosos en la banda d'aquests últims, Wolstenholme va abandonar la bateria i se'ls va unir com a baix per a crear The Rocket Baby Dolls, embrió de la futurament reanomenada Muse. Encara que ell mai havia tocat el baix abans en aquell temps, Wolstenholme és ara considerat un baixista d'alt nivell en la indústria musical, havent guanyat i sent nominat en múltiples enquestes on-line i fins i tot sent afalagat per l'ex-membre dels The Beatles Paul McCartney, després de l'extraordinària actuació de la banda en el show de tancament de l'edició 2004 del Festival de Glastonbury. Actualment resideix a Teignmouth amb la seva dona Kelly i els seus tres fills.